# Jean-Baptiste Weckerlin
Jean-Baptiste Weckerlin (ur. 9 listopada 1821 w Guebwiller, zm. 20 maja 1910 tamże) – francuski kompozytor i wydawca muzyczny.

## Biografia[2]
Urodził się w 1821 roku w Guebwiller w Alzacji. W 1844 studiował w Konserwatorium Paryskim, gdzie uczył się śpiewu i kompozycji. W 1847 wydał swoją heroiczną symfonię Roland. Swój pierwszy sukces osiągnął z jednoaktową operą komiczną L’Organiste dans l’embarras (1853). Następnie opublikował dwie opery komiczne w dialekcie alzackim: Die drifach Hochzitt im Bäsethal (1863) oraz D’r verhäxt’ Herbst (1879) oraz jednoaktową operę Après Fontenoy (1877). 
W 1863 został bibliotekarzem i archiwistą Société des Compositeurs de Musique. Wyróżniał się jako kompozytor wielkich dzieł chóralnych; napisał także 12 dzieł scenicznych, muzykę orkiestrową, muzykę kameralną, setki piosenek i wiele utworów fortepianowych.